# Suzan Farmer
Suzan Maxine Farmer (ur. 16 czerwca 1942 w Kent, zm. 17 września 2017) – angielska aktorka telewizyjna i filmowa.

## Wybrana filmografia
- 1966: Drakula: Książę Ciemności (Dracula: Prince of Darkness)
- 1966: Rasputin: Szalony zakonnik (Rasputin The Mad Monk)
- 1965: Giń, stworze, giń! (Die, Monster, Die!)
- 1964: Eskadra 633 (633 Squadron)
- 1963: Karmazynowe ostrze (The Scarlet Blade)